# Halálos azonosság
A Halálos azonosság (eredeti cím: Auggie Rose, illetve Beyond Suspicion) 2000-ben bemutatott amerikai filmdráma, melyet Matthew Tabak írt és rendezett. A főbb szerepekben Jeff Goldblum és Anne Heche látható.

## Cselekmény
John Nolan (Jeff Goldblum) biztosítási ügynök bort szeretne vásárolni, de közben az eladót, Auggie Rose-t (Kim Coates) lelövi egy rabló. Nolan kezei között hal meg, aki ezek után felelősnek érzi magát az eladó halála miatt. Kutatni kezd a korábban soha nem látott férfi után, megtudja róla, hogy nemrég szabadult a börtönből, és csak egy Lucy nevű lánnyal (Anne Heche) tartotta a kapcsolatot. Nolan úgy érzi, beszélnie kell Lucyval Rose haláláról és közben egyre inkább azonosul a férfival.

## Szereplők
| Színész          | Szerep             | Magyar hang    | Magyar hang |
| Színész          | Szerep             | 1. szinkron    | 2. szinkron |
| ---------------- | ------------------ | -------------- | ----------- |
| Jeff Goldblum    | John Nolan         | Kőszegi Ákos   | Háda János  |
| Anne Heche       | Lucy               | Orosz Helga    |             |
| Nancy Travis     | Carol              |                |             |
| Timothy Olyphant | Roy Mason          |                |             |
| Joe Santos       | Emanuel            | Kapácsy Miklós |             |
| Richard T. Jones | Decker rendőrtiszt |                |             |
| Kim Coates       | Auggie Rose        |                |             |
| Paige Moss       | Noreen             |                |             |
| Casey Biggs      | Carl               |                |             |